# Antoine Devaux
Antoine Devaux (Dieppe, 21 febbraio 1985) è un ex calciatore francese, di ruolo centrocampista.

## Caratteristiche tecniche
È un centrocampista centrale.

## Palmarès

### Club

#### Competizioni nazionali
- Ligue 2: 2

Le Havre: 2007-2008
Stade Reims: 2017-2018